# Erholungsheim für Eisenbahnbeamte (Bad Karlshafen)

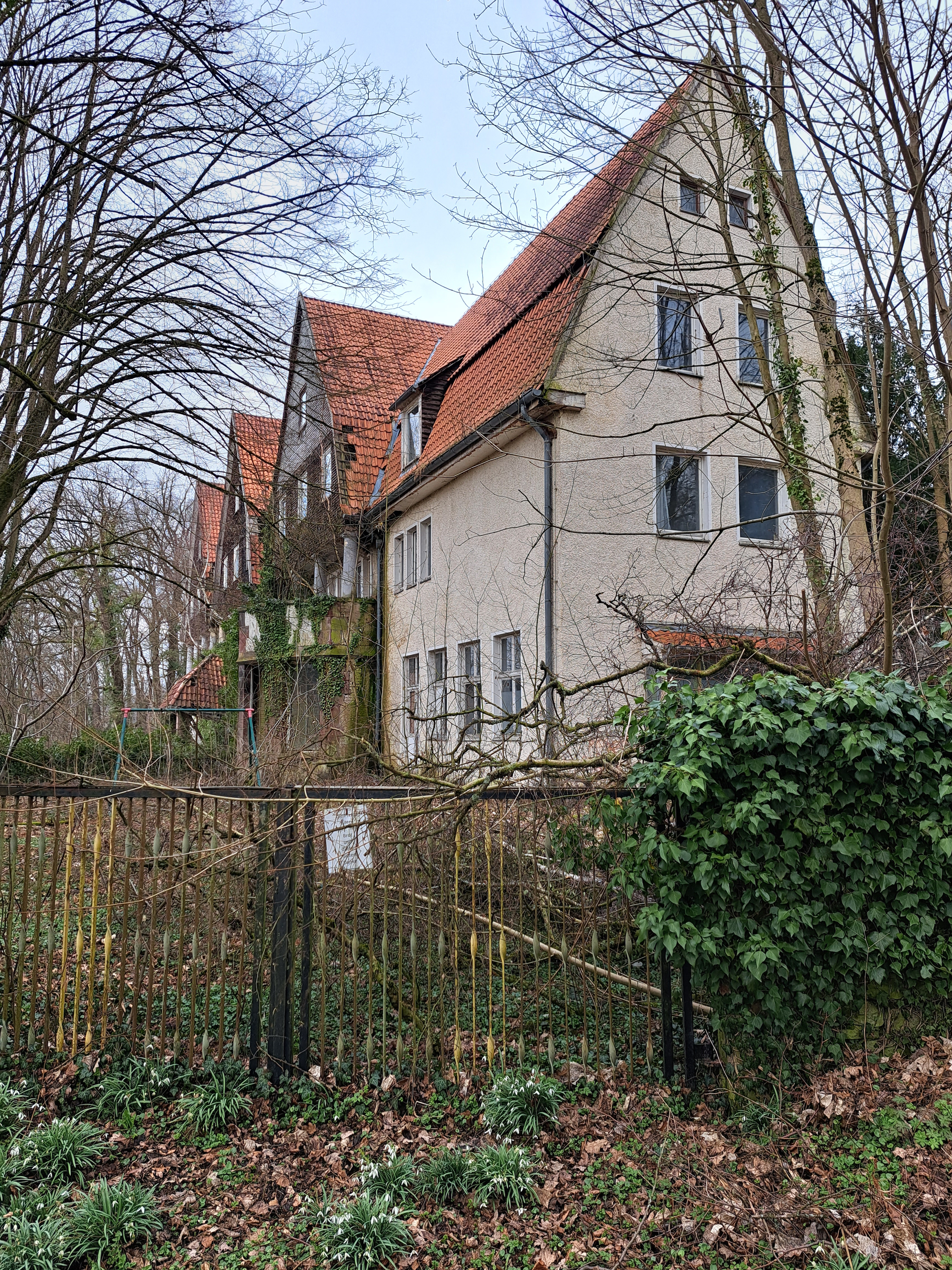
Die Ruine des Erholungsheimes, 2023

Das ehemalige Erholungsheim für Eisenbahnbeamte ist ein eingetragenes Baudenkmal aus geschichtlichen und künstlerischen Gründen. Es befindet sich in der nordhessischen Kurstadt Bad Karlshafen am Triftweg 5. Es wurde von 1909 bis 1910 nach den Plänen des Architekten Alois Holtmeyer im Stil des Heimatschutzes errichtet. Das heute nicht mehr genutzte Gebäude steht leer, ist stark verfallen und somit vom Abriss bedroht.

## Geschichte

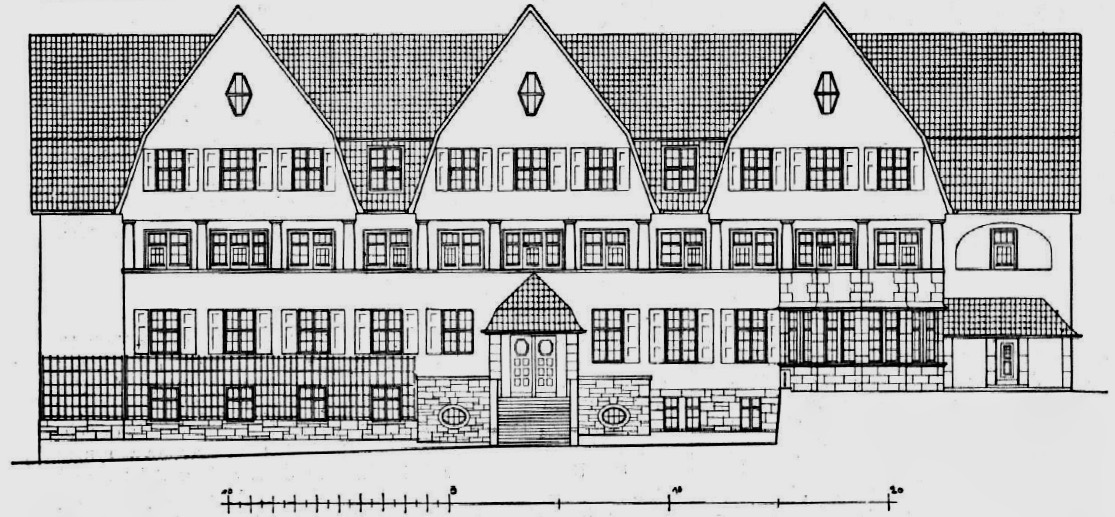
Fassadenaufriss des Erholungsheimes, 1910

Franz Ulrich, der Präsident der Kasseler Eisenbahndirektion der preußischen Staatseisenbahn und Pionier des Eisenbahnverbandswesens, initiierte die Gründung eines Erholungsheimes für den Verband der Eisenbahnvereine des Kasseler Direktionsbezirkes. Finanziert wurde das Vorhaben durch ein 1908 gewährtes Darlehen des Ministers der öffentlichen Arbeiten Paul von Breitenbach. 56 Gemeinden in Hessen und angrenzender Provinzen bewarben sich darum, einen Bauplatz günstig oder kostenlos zur Verfügung zu stellen, wobei dem damals aufstrebenden Kurort an der Mündung der Diemel in die Weser der Vorzug gegeben wurde. Der Erdaushub begann am 1. März 1909 und die ersten Gäste bezogen das Heim bereits am 11. Juni 1910. Die Baukosten betrugen etwa 120.000 Mark (was etwa 848.500 € entspricht). Die Eröffnung fand am 12. Juni 1910 statt. Zu Beginn kostete die günstigste Übernachtung im Zwei- oder Dreibettzimmer 75 Pfennige, ein Einzelzimmer in der Hauptsaison mit Balkon wurde mit 1,75 Mark berechnet, dieselbe Summe, die dem täglichen Verpflegungspreis entsprach.
Im Ersten Weltkrieg diente es bis 1916 als Kriegslazarett. Im Zuge des Ruhrkampfes wurden 1923 Eisenbahner aus dem Moselgebiet hier her evakuiert. Während des Zweiten Weltkriegs wurden evakuierte Saarländer und Ausgebombte einquartiert, ebenso kam es wieder zu einer Nutzung als Lazarett. Nach dem Krieg diente es als Müttererholungsheim des Bundesbahnsozialwerks Kassel. Das als „Haus Weserbergland“ firmierende Erholungsheim wurde im Herbst 1980 wegen Belegungsschwierigkeiten geschlossen. Nachdem das Gebäude an privat verkauft worden war, diente es ab Herbst 1986 als Asylbewerberheim und steht seit geraumer Zeit leer.

## Baubeschreibung

Blick in die Eingangshalle mit Wandmalereien von Walter Schliephacke (Foto: 1910)

Das einflügelige Gebäude besitzt zwölf Fensterachsen und drei Zwerchhäuser auf jeder Längsseite mit angedeutetem Mansarddach. Von dem zweigeschossigen Massivbau ist die vordere Front des ersten Obergeschosses mit dorischen Säulen als durchgehende Galerie gestaltet, die die leicht hervortretenden Giebel stützt. Das Gebäude war ursprünglich verputzt und gelblich gefasst. Werkstein wurde nur für Sockel und Türrahmungen genutzt. Die in Fachwerk ausgeführten Giebel wurden an der Talseite mit Holzschindeln verkleidet und zum Hang mit Ziegelpfannen. Die Dachüberstände und Fenster waren weiß gestrichen, die Außentüren stahlblau, die Fensterläden und Weinspaliere erhielten einen grünen Anstrich. Das Erholungsheim verfügte anfangs über 33 Zimmer mit insgesamt 49 Betten. Teile der Innenausstattung wurden nach Entwürfen von Max Heidrich in den Werkstätten Bernard Stadler angefertigt. Das Mobiliar wurde zum Teil mit Malereien nach Entwürfen von Hans Sautter dekoriert. Die Ausmalung der Eingangs- und Gesellschaftsräume führte der in Kassel ansässige Maler und Bildhauer Walter Schliephacke aus.